# キテレツ大百科の登場人物
- キテレツ大百科 > キテレツ大百科の登場人物
- キテレツ大百科 > キテレツ大百科 (アニメ) > キテレツ大百科の登場人物

キテレツ大百科の登場人物（キテレツだいひゃっかのとうじょうじんぶつ）では、藤子不二雄（藤子・F・不二雄） の漫画作品『キテレツ大百科』と、その派生作品で登場した人物キャラクターを扱う。
原作は単行本にして全3巻という短い作品であったのに対し、アニメ版『キテレツ大百科』は放送期間が8年に及ぶ長期シリーズとなっており、独自の設定やオリジナルキャラクターの登場も多い。本稿では原作の設定をまず記述し、アニメで追加・変更された設定については新たに見出しを設けて記述している。テレビアニメの字幕放送では、キテレツの台詞は主人公を表す黄色、コロ助の台詞は準主人公を表す水色で表示される。

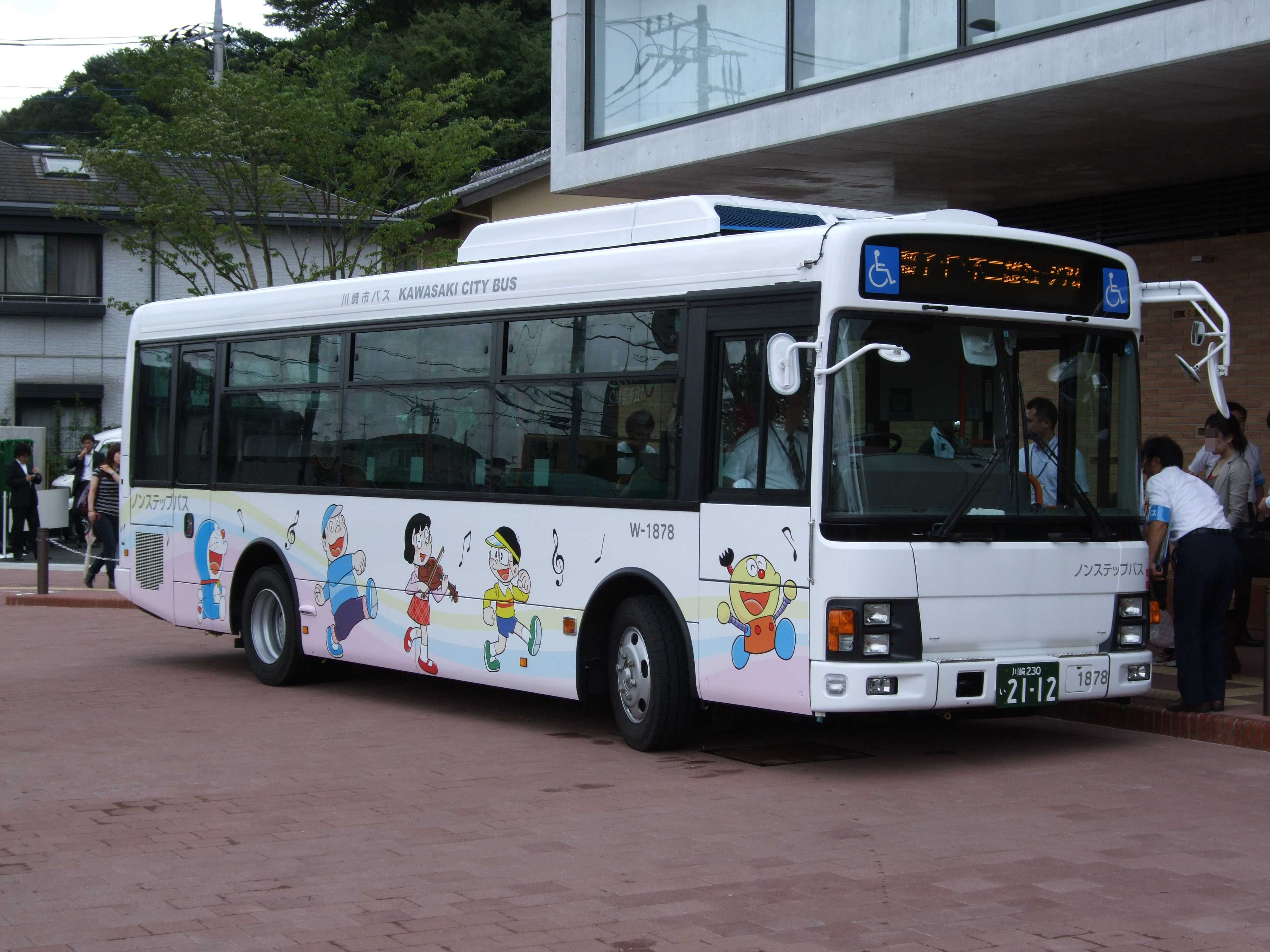
川崎市バスのラッピング車両に描かれているキテレツたちのイラスト

## 木手家

木手英一のモニュメントレリーフ

五ヶ村堀緑地に設置されているコロ助のブロンズモニュメント

木手英一（きて えいいち）
主人公で、通称キテレツ。表野小学校5年1組に在籍する、発明や工作の大好きな少年。一人称は「僕」。祖先から伝わる『奇天烈大百科』に記載された数々の発明品を復元することを趣味としており、一度発明品の復元に没頭すると周りが見えなくなる傾向にあり、思いを寄せているはずのみよ子が遊びに来ている時ですら、自分の世界に入ると完全に無視してしまい、相手にされないことに呆れたみよ子が帰ってしまったことにさえもまったく気がつかないほどである。登場する発明品はすべて手作りで、コロ助もそのうちの一体である。そのため周囲からは妙な物ばかり作る変わり者と思われている。
常に四角い神通鏡（じんつうきょう）と黄色のサンバイザーを身につけている。
アニメ版
声 - 藤田淑子
身長146cm。学業成績は比較的優秀だが、勉強家・努力家タイプではない。理数科目は得意だが、国語は苦手のようである。また、地理や歴史の知識も持っており、日頃から発明品を作るため手先も器用である。真面目な性格で友人たちからの人望も厚い。
当初はコロ助と一緒に騒動の中心となっていたが、次第にブタゴリラなど脇役が騒動の中心となり、発明品を使って様々なトラブルを解決する頼れる存在になる。しかし、発明品を作って失敗したり、発明品の不具合が原因で、トラブルを起こすこともよくある。
発明資金は小遣いやお年玉からやりくりしているため、発明品が壊れた場合、修理費用が貯まるまで故障したまま放置されたりする。
工作や発明に関わる技能と知識に長けており、自分で電化製品や自動車までも修理するほどの腕前を持っている。一方で、大百科の説明文を読み忘れたり、相手に説明する際に上手く伝えきれない不器用な一面も持つ。不用意な発言でみよ子やトンガリを怒らせることも多い。勉強している姿を見てコロ助が驚くなどの描写もある。父親譲りなのか運動も苦手で、生真面目な性格からインチキしてまで好成績を収めたくはないとコロ助らに言い聞かせる反面、体育のテストをサボるためだけの発明品を作ったこともある。乳児期に風邪をこじらせ、生命の危機に瀕した。
運動神経は鈍いが、鉄棒で逆上がりを成功させるために母やコロ助に支えられながら一生懸命練習し、成功させたこともある。
小学2年生の頃から近眼になり普通の眼鏡をかけていたが、神通鏡の機能を知ってからはこちらにかけ変えている。「K」マークの入った赤いサンバイザーをいつも被っている。
初期はいたずらやインチキ目的で発明をすることが多かったが、一度父に諭されて改心して以降、そういった描写は少なくなる。また、当初はだらしないお調子者な側面があったが、物語が進むにつれて落ち着いた性格になり、友人からの信頼も厚くなり、後期には相談や発明の話を持ち込まれることが多くなっている。　
小学生にしてコンピュータを使いこなしており、自室には勉強机とは別にパソコンデスクが置かれている。
みよ子に想いを寄せ、時折両想いの姿が描かれている一方、同級生や上級生からアプローチをされるとその気になってしまうなど、気が多いところもある。
苦手なものは地震、ニンジン・セロリなどの野菜。野菜は食物変換ふりかけで味を変えて食べていたが、ブタゴリラにバレた後、普通に食べた時に美味しさを知り克服した。また怪談話も苦手で、小学3年生の頃に怖さのあまり失禁したこともある。口癖は「そんなの無理だよ〜!」。幼稚園時代は「泣き虫えいちゃん」と言われていた。
将来はアメリカの大学に留学して科学をもっと勉強したいと考えている。後の未来では日本の家庭から包丁をなくすほどの発明家となる。高校卒業後は高尾大学に進学した。

コロ助（コロすけ）

意思や感情を持ち、しゃべることも可能なロボット。キテレツが『奇天烈大百科』を参考にして最初に作った発明品であり、以降キテレツの助手を務める。一人称は「我輩」。頭に丁髷を結い、語尾に「〜ナリ」をつけて話す。斜視である。身体の構成部品はゴムマリ・風呂桶・掃除機のホースなど。メロンと、ケーキが好物。漫画内では身長・体重は明記されてないが、製造時に胴体部分の大きさが「高さ四寸（約12cmあまり）、直径七寸」とされている。
アニメ版
声 - 小山茉美（TVSP、1988年3月27日 - 1990年3月25日）→杉山佳寿子（1990年4月15日 - 1996年6月9日）
原作の斜視という設定はなくなっている。また、色設定が変更されている。コロッケが大好物。

キテレツの父親
原作中に名前は登場しない。たらこ唇で眼鏡をかけているが、最終回ではのび太のパパのような顔で描かれており、やや厳しい人物に変わっている。穏やかな性格でキテレツの発明に関する才能を認め、伸ばしてやりたいと思っている。
アニメ版
声 - 田中秀幸（TVSP）→屋良有作
名前は木手英太郎（きて えいたろう）。穏和な性格であまり怒らないが、いざ怒ると怖い。エイト物産の課長。仕事上、キテレツらの助けを借りることもあった。
小さい頃は、真面目で非の打ち所のない性格だったが、唯一おねしょが欠点だった。若い頃、蒸気機関車や路面電車に興味を持っていた。鉄棒の逆上がりができないなど、運動神経は良いとはいえないが、中学時代にマラソン大会で踏切事故を防いだことが評価され、トロフィーをもらったことがある。
現在も真面目らしく、授業参観で野球の試合が行われた際キテレツが脱時機を用いてインチキをしようとすると「キテレツ斎様はそんなことをするために発明品を作ったわけではない」と諭すシーンがある。
学生時代、映画のフィルムを映画館に配達するアルバイトをしていた。

キテレツの母親
原作中に名前は登場しない。美人で、怒ると少々おっかない性格。息子の発明好き・工作好きには辟易しており、堅実な人生を歩んで欲しいと願っている。
アニメ版
声 - 梨羽由記子（TVSP）→島本須美
名前は木手美智子（きて みちこ）。夫と共にコロ助を息子同様に扱い可愛がっている。
原作同様に息子の発明好きには辟易しているが、壊れた家電の修理を頼んだり、キテレツの発明品に助けられることもある。
私立の名門女子高、二つ星女子学院高等学校→女子大出身。そのため同窓生を装った男性詐欺師を驚かせ撃退することもあった。
学生時代、バレー部のエースや陸上の選手を務めていたなど運動神経は良い（しかし、息子には遺伝しなかった）。器械体操の中では鉄棒が一番得意であった。料理の腕もよく、特にコロッケの味は絶品だという。
町内からは信頼された存在であり、子供の教育方針の相談や夫婦げんかの相談を頼まれることも多い。

キンちゃん
原作のみ登場。キテレツの発明によりサイボーグ化した金魚。元はコロ助がペットをせがみ、キテレツの家で犬や猫が飼えないということで飼うことになった金魚だったが、肺呼吸や歩行、空を飛ぶことまでも可能となり、人語を喋れるようになる。最後はローラという小鳥の恋人ができて、共に野生へと帰っていった。
豆コロ（まめコロ）
声 - 渡辺菜生子（89回〈1990年5月6日〉〜90回〈1990年5月20日〉）→山田ふしぎ（328回〈1996年5月12日〉）
キテレツがコロ助と喧嘩した際に作ったからくり人間。
コロ助より小型で動力はソーラー電源。コロ助を兄貴分と慕う。自分自身にも厳しい融通の利かない生真面目な性格が災いし、みよ子やブタゴリラを家から追い出すなどして周囲からの嫌われ者にされた上、キテレツに不良品と見なされる。コロ助との内部の組織がどう違ったのは結局不明のままであった。
初登場から2回の登場以降まったく出番がなかったが、放映終盤においてしまわれていた物置の隙間から差し込んだかすかな光によって再起動した。コロ助を木手家から追い出すためにコロ助に成りすまして迷惑な悪戯を仕掛けるが、最後は真摯に向かい合ってくれた妙子と共にアメリカへ渡る。
『新キテレツ大百科』にも助っ人役で登場。
おちゃっぴい
声 - 冬馬由美
アニメオリジナルキャラクター。
怠けていたコロ助を発奮させるお手伝いロボとして開発された。コロ助や豆コロと違いちょんまげでなく、ツインテールに浴衣姿をしており顔は彼らと同じ丸顔。
優秀な学習機能を備え皆の（特に熊八の）信頼を得るが、宿題の意味を誤解しノートと教科書をハンドバッグにしたためブタゴリラの制裁を受け、彼に強い敵意を持ち、嫌うようになった。必殺技は肘打ち、ドロップキック。
『新キテレツ大百科』にも登場したが、デザインが若干違う。
かおる
アニメオリジナルキャラクター。
コロ助が飼っていたペットのカタツムリ。コロ助が「かおる」と名付けたが、呼んでいるのを聞くと、ブタゴリラが怒り出す。
キテレツ斎（キテレツさい）
キテレツが尊敬している祖先で、江戸時代の発明家。リリエンタールのグライダーよりも前の1859年（安政六年）に飛行機を完成させたが、「怪しげな術を用いて世間を騒がせた」として捕まり、死ぬまで座敷牢に軟禁されてしまい、それでも自らの発明を密かに『奇天烈大百科』として書き残し、子孫に伝えた。その後、キテレツが江戸時代で航時機（タイムマシン）が故障して現代に帰れずにいたところを修理して救う。2人が帰還する直前、自身の名を明かした。
アニメ版
声 - 肝付兼太（TVSP）→屋良有作（青年期：森功至、少年期：阪口大助）
本名木手英之進（きて えいのしん）。通称としてキテレツ斎/奇天烈斎（きてれつさい）と呼ばれており、また諱は不明で、幼名は利吉（りきち）である。
ある地方の有名なからくり師・唐栗右ェ門（から くりえもん）（声 - 屋良有作）の息子として生まれ、若き頃に発明家として密航船に同乗し、渡航しようとしたところを難破してしまい、そこをフランスの文豪であるアレクサンドル・デュマ・ペールの船に助けられ、以降はデュマの元で執事として一時期奉ずるが、その際にデュマからJaponet（ジャポネ）の名を贈られた。江戸帰朝後は自分の数々の発明を奇天烈大百科として記すが、幕末期（1859年）に人力飛行機での飛行を成功させた際、モーレツ斎の息子の讒言によって「怪しげな術を用いて世間を騒がせた」として捕縛されて終身収監となってしまい、晩年は発狂したまま亡くなってしまったとされる。
原作同様に、航時機が壊れたことで現代に帰れなくなったキテレツとコロ助の前に現れ、航時機を修復。アニメ版では、以降もキテレツたちと度々会っており、最終回では、「自身の亡き息子をモチーフにコロ助というロボット（からくり人間）を考えた」と明かす。それにより、コロ助は過去の時代に残り、キテレツ斎を守りながら共に生きていく道を選んだ。

## みよちゃんとその家族
みよちゃん
原作中に名字は登場しない。誕生日は9月4日。キテレツとは昔からの友達でクラスメイト。キテレツとは互いに密かに思いを寄せ合っている。ドラマ版では名字が異なり、太っている。
アニメ版
声 - 山本百合子（TVSP）→荘真由美（1988年3月27日 - 1991年3月24日）→本多知恵子（1991年4月28日 - 1996年6月9日）
本名は野々花みよ子（ののはな みよこ）、通称みよちゃん。身長144cm。アイドル的存在で、キテレツが憧れているクラスメイト。キテレツ曰く勘が鋭く、ませた性格である。また勉強や運動が苦手な様子がなく、早朝にランニングする描写もある。
気が強くておせっかい焼きの面があり、キテレツ・ブタゴリラ・トンガリの3人から不服な行動を感じたり、冒険に呼ばれないか有事の留守番担当になるととすぐ怒るために、生意気呼ばわりされたことがある。キテレツへの好奇心が強く、騒動や旅に顔を突っ込むことも多い。コロ助と同様、キテレツ周辺に起きた出来事を知らずにはいられない様子である。
当初はブタゴリラ、トンガリからも好意を寄せられていたがそれぞれに別の彼女ができてからはそのような描写はなくなった。
キテレツの発明には一目も二目も置いており、信頼を寄せている。
特技は料理。嫌いな野菜はピーマンとタマネギ。私服は夏以外はピンク、薄いピンク、白のブラウスのうちランダムに赤いジャンパースカート、夏はノースリーブの赤いツーピース。
チッチという名のカナリアを飼っている（2話）。
シリーズ初期はクレジットにみよこと表記されていたが、4代目EDから「みよこ」と「みよ子」の表記が曖昧になり始め、テレビシリーズ中期以降は「みよ子」に統一された。また、最初期にはブタゴリラのことを「熊田くん」と呼んでいたが、途中（10 - 20話頃）から「ブタゴリラくん」と呼び出す。
幼稚園時代はよく扁桃腺をはらしていたらしい。高校卒業後は高尾大学に進学する。
「みよ子」の名前は、富山弁で「みよい」＝「（人物が）美しい」という意味に由来する。
同じ作者の漫画『ウメ星デンカ』や『ドラミちゃん』にも「みよちゃん」という女の子がレギュラーキャラで登場しているが、スターシステムではなく外見がまったく異なる。

みよ子の母
「冥府刀」「地震の作り方」「スーパー天狗」などで登場。
アニメ版
声 - 半谷きみえ→大野由佳→遠藤みやこ
他の母親らと比べれば比較的おとなしそうな女性だが、気の強いみよ子と度々喧嘩している。占い好き。昔、八百八でアルバイトしたことがある。

みよ子の父
「冥府刀」で登場。
アニメ版
声 - 佐藤佑暉
職業はサラリーマン。眼鏡をかけている。授業参観での野球大会でブタゴリラの巧みな投球術に振り回された。物語の中盤、北海道へ単身赴任をすることになる。

みよちゃんの兄
「らくらくハイキング」で登場。キテレツたちをハイキングへと連れて行った。
アニメ版
声 - 難波圭一→神谷浩史
名前は野々花明彦（ののはな あきひこ）。北海道の函館で一人暮らしをしている大学生。とんねるずの大ファン。イグアナを飼っている。気難しい性格で非科学的なもの・現代科学の常識に合わないものは信じず、当初はキテレツの発明品に対しても小馬鹿にした態度をとっていたが、後に認めた。
原作登場話が元の「てんぐのぬけ穴でらくらくハイキング」（第5話）では、引率者が勉三に変更されて未登場、だいぶ後の第111話「ハコダテ、イグアナ、イカソーメン」で初登場している。

## ブタゴリラとその家族
ブタゴリラ
勘違いを度々やらかす・乱暴・三枚目という典型的なガキ大将。
特に野菜好き描写はないが、「人間植物リリー」の回でサブタイトルのリリー（ダイコン・ユリなどが原料のしゃべる植物）と仲良くなったことはある。
アニメ版
声 - 大竹宏（TVSP、1988年3月27日 - 1991年1月20日、2月3日）→龍田直樹（1991年1月27日、2月10日 - 1996年6月9日）
本名は熊田薫（くまだ かおる）、通称ブタゴリラ・ブタコレラ・ブタゴジラ。身長151cm。体重は60kgを超えている。
1987年TVSP版とアニメシリーズ開始当初は原作や『新キテレツ大百科』同様トンガリとコンビを組んで分かりやすい意地悪なガキ大将としてキテレツ・コロ助と敵対することが多かった。シリーズが進み、キテレツやトンガリがしっかり者に変わっていくのと同様にキャラクターも変化してゆく。コロ助やトンガリとの掛け合いなどで、天然ボケ・聞き間違い・誤解などで笑いを取るコメディリリーフ（落語の影響も感じられる所謂下町の江戸っ子のような豪快なキャラクター）になり、他の藤子作品に見られるガキ大将のステレオタイプな面は薄れると同時にヒーロー的な性格が加味されていった。シリーズ途中での声優変更も、持ち味変化には影響大であったと考えられる。メインライターの雪室俊一いわく、中期から末期の主役クラスとのこと。作中のトラブルメーカーでもある。
本名の「熊田薫」や、家が八百屋という設定は話を膨らませるために決めたアニメ版独自の設定で、原作でのブタゴリラの家は通常の住宅であり、家業は不明である。命名の由来は「熊八なんて変な名前が辛かったから、子供にはいい名前をつけたかった」ということで、男女どちらに生まれても「薫」と命名される運命であったが、本人は女性のような名前に非常にコンプレックスがあり、本名での呼称を防ぐため「ブタゴリラ」という蔑称のようなあだ名で自ら呼ばせている。一方で「ブタ」と呼ばれると怒り、「ゴリラブタ」と間違われた際には「ブタゴリラだよ!」と訂正したこともある。その態度の悪さや乱暴のため、キテレツたちとは対照的な形でゲストキャラクターに、よく嫌われていることが多い（乙梨、おちゃっぴい、猿、カラス、カゲマサなど）。そのため、厄介者だと思われたり、周囲に迷惑をかけるのは、ほとんど彼のせいとも言える。間違った言葉を使った時はトンガリなどに突っ込まれる。
家業に誇りを持っているためか物事を何でも野菜に例えて理解したがり、野菜嫌いは許さない。野菜を愛しすぎるが故に、上級生の肉屋の息子とのケンカに負け、肉嫌いになりかけたことがある。将来の夢は野菜デパートの建築。肥満体型に似合わず運動神経が抜群で足も速く、鉄棒の大車輪、片手逆立ちもできる。野球では小学生にしてカーブ、シュートと変化球を操り、バッティングでもクリーンヒットを連発し、持ち前のパワーでホームランも放つ。夢は「メロンを腹いっぱい食べること」らしい。キテレツの乳児期にタイムスリップした際、ブタゴリラは生まれていなかったため、キテレツより誕生日は遅い。
視力は両目とも2.0で、虫歯とも無縁。また、風邪をひいたことがない（ただし、アニメ版277話 「ギネス珍記録!?一日だけのクラス委員」 の最後にてついにひいてしまう）。体育以外の勉強は苦手（本人いわく体育以外の通知表はオール2）だが、1日だけクラス委員を経験した。外出時は野球帽をかぶり、季節および室内外を問わずいつも長ズボンに素足のまま靴を履く。小学校に登校する日は雑嚢で登校している。
服装は夏は水色ボーダーのTシャツで、それ以外は同じ色のトレーナー。寝間着は浴衣。
発明品の未来がわかる水晶玉で、未来を調べたところ、熊田薫と書かれた墓が映しだされ、ブタゴリラが近日中に死ぬのではという騒ぎになったが、後に件の墓は、彼の曽祖父のものであることが判明した（薫の名は曽祖父からそのまま頂いたものだった）。
作品中期頃から、ブタゴリラたちとの付き合いより塾を優先させようとするトンガリに対して「塾と○○（人物や物などの名前）、どっちが大事なんだよ!」という決まり文句を言って付き合いを強要するようになる（忠臣倉も一度この決まり文句を言ったことがある）。名実ともに、主人公キテレツやコロ助を食う存在感の持ち主。ケンカに関しては弱く描写されることが多く、上級生にだけでなく、トンガリや五月、子供の頃の熊八などに負けており、キテレツでもどうにか勝負になる。
美的感覚については独特な面もあり、みどり幼稚園にじ組担任の吉田先生（声：原えり子）にプロポーズしている。キテレツもみよ子もトンガリも同じ組であった。

ブタゴリラの母親
「冥府刀」で登場。アニメ版とは髪型が異なり、パーマをかけておらず後頭部をお団子のようにまとめている。
アニメ版
声 - 上村典子
名前は熊田小百合（くまだ さゆり）。熊八、薫からは共に「母ちゃん」と呼ばれる。顔立ちはブタゴリラに似ている八百八（熊田家）を取り仕切るしっかり者のおかみさん。一家の中で唯一野菜を贔屓しない。
アニメ37話で息子に対し「お前は野菜以外に例えられないのかい?」と突っ込みを入れたことも。夫の熊八と度々夫婦喧嘩をしては家出し、しばらくすると帰ってきて和解するのがお決まりのパターン。一度着た上着をいちいち洗濯するほど神経質な一面を持っている。豪快な性格に似合わず動物（大型犬など）が苦手。
父親は下駄職人、兄2人は太平洋戦争を経験している。学生時代は昼間働きながら定時制高校で勉強していた。また、映画館でアルバイトしていたことや、栄養失調で入院したことがある。

熊田熊八（くまだ くまはち）
声 - 青野武（少年期：丸尾知子）
アニメオリジナルキャラクター。
ブタゴリラの父親（初代・薫の孫）で、八百八2代目店主。小百合からは「お前さん」、薫からは「父ちゃん」と呼ばれる。息子同様野菜をこよなく愛する。「らっしゃい」が口癖。野菜を使った駄洒落（例：べらぼうめ→べらごぼうめ）を言うことが多い。息子同様本作においてムードメーカー的存在であり、熊八を中心として発展する話の回も複数ある。
コロ助のことを「ネギ坊主」と呼ぶ。ブタゴリラが生まれる前、八百八をスーパーのような外観にしようと改装したことがあったが、失敗。
あがり性で、八百八がテレビ番組の取材を受けたときも緊張のあまり店の説明は滅茶苦茶だった。
子供の頃は町内のベーゴマやケン玉の名人だった。若い頃はボウリングにはまり、店は二の次にしてスイカの模様に塗りカムフラージュしたマイボールで、スイカの配達に行く振りをしてボウリングに興じていたらしい。ボクシングをしたこともあったが、あまりにも弱く、すぐにやめてしまった。今では草野球チームの4番打者を務め、囲碁にも熱中している。昭和の映画スター・石原明の大ファンでもある。コーヒーは大の苦手だがもみの木の珈琲店は大丈夫。
熊田虎七（くまだ とらしち）
声 - 田中康郎→佐藤正治
アニメオリジナルキャラクター。
ブラジルに住むブタゴリラの叔父。怒り出すと手が付けられない気性の持ち主。
ブタゴリラが産まれたとき、「薫」という名前だけでブタゴリラが女の子だと誤解、八百八にひな人形を送った。後にブタゴリラに百科事典をプレゼントした。若い頃は大学進学を志望していたが、ブラジルへの移住のために断念。
熊田熊一郎（くまだ くまいちろう）
声 - 青野武
アニメオリジナルキャラクター。
伊豆で養蜂場を営むブタゴリラの伯父。
太平洋戦争に零戦のパイロットとして兵役に服した際、不時着した無人島で同じ境遇のアメリカ兵、ロバート・アップルゲート（声 - はせさん治）とともに自家製の蜂蜜を食料にするなどして生き延びた。その後44年の年月を経て、ロバートが表野町を訪れ、熊一郎と再会を果たした。
また、地元期待の力士が部屋から逃亡した際もその捜索を依頼するため表野町を訪れている。熊八・虎七らの兄弟に比べて非常に温和な性格である。
熊田みのり（くまだ みのり）
声 - 上村典子
アニメオリジナルキャラクター。
未来のブタゴリラの息子。父親と違って野菜嫌いで、克服のために未来の（大人の）ブタゴリラと共に航時機で現代にやって来る。
父親と違って礼儀正しくおとなしい。

## トンガリとその家族
トンガリ（原作「公園の恐竜」ではコンチ）
面長でつり目なブタゴリラの腰巾着の一人。アニメでは名前がトンガリに固定されている。
アニメ版と違いかなりの長身キャラで、基本的にブタゴリラより背が高い描写になっている。
アニメ版
声 - 真夏竜吾（TVSP）→三ツ矢雄二
アニメではトンガリに名前が固定され、コンチの名前は原作のトンガリと一緒にいた名無しのキャラクターに使われている。
本名尖浩二（とんがり こうじ）、通称トンガリ・トンガラシ・トラガリ・僕ちゃん・浩二。身長140cm。
別荘を持つ資産家の御曹司。極度なマザコンで、何かにつけて「ママ〜」と叫んで泣く。みよ子同様勉強や運動が苦手な様子はない。マザコンで女々しい面があるが、塾や他の小学校の女の子と仲良くなったり、転校した五月と文通したりと抜け目がない面もある。五月が登場して以来、五月に夢中である。
1987年のTVSP版では完全なブタゴリラの腰巾着であり、金持ちぶりを自慢するなど生意気な振る舞いを取っていた。テレビアニメ版初期もその名残が残り、アニメ開始当時や前期は、キテレツ・コロ助と敵対することが多かったが、シリーズの進行とともにキャラクターを変化させ、やがてブタゴリラのツッコミ役が定着し、キテレツ・コロ助とは良き友人として接する関係になった。博学な一面もあり、キテレツも感心させるほど。
母親の言うことには絶対服従で、夜遅くまで塾通いをしており、学校のクラスの成績はトップである。視力検査で仮性近視といわれてしまう。テレビゲーム、ミニ四駆など最新のオモチャを揃えていて、その腕前も達者である。
特技は絵であり、第316話では区の児童コンクールで入賞している。さらにその絵を鑑賞した銭湯の経営者から頼まれ、銭湯内の壁画にも挑戦した。漫画の才能にも恵まれており、小学5年生でありながら軽い気持ちで応募した作品が劇中雑誌のゲラゲラコミックに掲載されるなど、その漫画の才能は藤子・F・不二雄作品のキャラクターの中でも傑出している。絵柄やタッチは藤子・F・不二雄そのもの。
キテレツの発明品「前世探知機」によって自分の前世がゴキブリであることを知り、大ショックを受ける。長野県や伊豆などに何度か家出をしたこともある。
嫌いな野菜はピーマンで、トマトジュースも苦手。夢の中でキテレツの発明に対し「昔の焼き直ししかできない男」と痛烈な評価を下し、キテレツとコロ助の手によって天罰を受ける。キテレツやコロ助同様日頃ブタゴリラには振り回されているが、物事はハッキリと言うタイプである。彼もまた余計なことを言い、キテレツやブタゴリラなどを怒らせることがある。キテレツたちが遠出をする時はブタゴリラの策略でよく置いてけぼりにされる。ガールフレンドが複数おり、劇中の描写を見る限りではかなりモテるようである。
「百丈島」(架空の島)にトンガリ家の別荘が有り、作中では何度も登場する。自家用飛行機でこの島へ向かい、夏休みなどの休暇の度にここで過ごしている。
日頃からブタゴリラにいじめられてばかりで、そのストレスを発散させるためにブタゴリラと親に内緒でボクシングジムに通ってサンドバッグをブタゴリラに見立てて殴りまくりストレスを発散させていたが、キテレツたちにボクシングジムに通っていることを知られてしまう。コロ助も日頃からいじめられた分のストレスを発散させるためにトンガリと一緒にジムに通い出す。最終的にジムに通っていることを母親とブタゴリラに知られてジムをやめてしまう。ボクシングのセンスはいまひとつだった模様。高校卒業後は高尾大学に進学する。
『新キテレツ大百科』では顔が異なる。
幼稚園時代は「おもらしトンちゃん」と言われ、失禁癖は現在も直っていない様子。
第235話ではマザコンから脱却し男らしくなるためにキテレツの道具で自信をつけようとしたが、自信が付き過ぎてしまい失敗に終わる。
第323話で自分の命を助けてくれた野良猫を、第324話で母親の許可を得て飼うことにしている。名前はミナト。

コンチ（アニメ版）
原作では特に名前を呼ばれない、顔が丸いブタゴリラの腰巾着の一人だった人物。
アニメ版
声 - 佐藤智恵→上村典子
ブタゴリラのもう1人の子分。本名は近藤（こんどう）。原作では名前が無く、アニメ化当初も名無しの状態が続いていたが、しばらく後に原作の他のキャラクターの名がつけられた。
元々、地味な少年であるが、アニメ版では前半期にはよく登場しブタゴリラ・トンガリと共にキテレツ・コロ助に敵対し悪さをしていたが、シリーズ中期におけるブタゴリラ・トンガリのキャラクターチェンジでトンガリがパートナーキャラになり大幅に出番が増えたのとは対照的に出番がなくなり影がさらに薄くなっていった。トンガリと仲が良く、一緒に登場することがほとんどで単独で登場することが無く、メインで活躍したエピソードも無い。また、キテレツやコロ助とはあまり対人関係がよくない。
アニメでは全話内でキテレツたちと共に学校関係以外の通常の旅に出かけたことが1度もない。なお、ほとんど出演することがなくなった後期でもアニメ313話ではキテレツ・トンガリと相部屋という形で久々に登場し、ブタゴリラから監視役を命じられるなど出番が与えられた。

### 尖家
原作では「地震の作り方」の回に登場しているが、両親とも名前は不明。アニメ版のような大金持ちといった描写は特にない。
尖浩一（とんがり こういち）
声 - 新田三士郎→掛川裕彦→平野正人（少年期：三ツ矢雄二）
トンガリの父。原作では突き出た口先以外顔が安定しておらず、同じ話内で階段から転落した場面では「太眉にちょび髭で眼鏡をかけた顔」、居間でくつろいでいる場面では「眉が細く八の字髭、眼鏡なし」という顔になっている。アニメ版では居間の場面の顔準拠になっているが眼鏡をかけている。
エリートサラリーマンであるが、新婚当初は妻の貴子の手を借りなければ着替えすらできず、彼女から離婚を切り出された 時は実家の母親に電話で泣き付くなど極度のマザコン気質であった（その後は何年もかかって、母親に頼らないように教え込んだと小百合の発言から判明）。少年期はファザコンだった。
立ち振る舞いはエリート然としているが、熊田一家の破天荒な言動にも理解を示すなど、貴子に比べて通俗的な一面を持つ。趣味はゴルフ。武田信玄直筆の掛軸を所有している。子供の頃はトンガリと瓜二つだった。番組後半のエピソードでは婿養子として描かれていたが、それ以前のエピソードでは異なっていた。お杉が連れてきた猫を「ケダモノ」と呼ぶほど動物嫌い。
子供の頃はゼンマイ式時計のねじ巻きが日課で、巻き忘れを家族から叱責されたのが原因で家出をしたところをコロ助とブタゴリラに見つかった。実家の家族は父母と姉。父は警察署長と親しく、町の暴力団さえ頭の上がらない名士であった。母（浩二の目黒の祖母）は古い札や柱時計など何でも取っておく癖がある。
結婚前の旧姓は不明。
尖貴子（とんがり たかこ）
声 - 大野由佳
トンガリの母。原作とアニメで大きく容姿が異なり、原作では「髪が黒く（ベタ塗り）後髪をシニヨンにしている、眼鏡はなし」、アニメでは「かなり化粧が濃く、髪が明るい茶色もしくは金髪にパーマをかけ、尖った眼鏡を着用」といった顔。
派手好きで見栄っ張りな性格。常に語尾に「ザマス」をつけ、浩二を「ボクちゃん」と呼び溺愛する親バカで、先生から過保護を注意されたことも。また息子に夜遅くまで塾通いをさせる教育ママでもある。本人いわく、夫以外の男を好きになったことはなく、初恋の相手も夫だった。金銭の貸借は嫌い。
尖家は彼女が小学1年だった30年前から既に資産家であり、アメリカ製のテレビを近所の中で最も早期に導入し、同級生である熊田熊八など近所の住人が数多く視聴に訪れていた。
小学5年生の時は通知表オール5の秀才だったが、その頃は少し太っており（136cm、57kg）、そのことをコロ助に知られてしまう。イタリア製の眼鏡をかけていてコンタクトよりも眼鏡派を強調しており、幼少時代から愛用していた。ネズミが苦手。息子と同じように外国製の製品を好む。
少女時代からブタゴリラの父・熊八と同じ表野町小学校区だった。私立中高一貫校（お嬢様系の系列）卒業後、国立大学に進学しており、インテリな一面ものぞかせる。
夫は婿入り婚で、夫側が本名の姓を妻の姓の尖にしている。

## 苅野家とその関係者
苅野勉三（かりの べんぞう）
木手家の隣人の浪人生。キテレツからは勉三さんと呼ばれている。詰襟の学生服を着用し、レンズの分厚い牛乳ビンの底のような眼鏡をかけている。
浪人生なのはアニメ版と同様だが、「脱時機でのんびり」でここ一年ほど会えなかったことについて「大学受験で忙しかったんだ。」「今年はおっこっちゃってね、もう一年頑張らなくちゃ。」というので、まだ一浪。また、キテレツが自分が幼い時から近所にいたともいうので生まれはともかく東京に長く住んでおり、特に訛りもない。
アニメ版
声 - 肝付兼太
初めは浪人生であったが、六浪の末に補欠合格で高尾大学経済学部に入学する。夏冬問わず詰襟の学生服を普段着としている。石仏研究会に所属している。
出身は山形県で、純朴な性格。物語中盤頃から東北弁口調になる。いつもキテレツたちの相談に乗り知恵を貸すなど優しく接するが、肝心な所で格好がつかず失敗してしまうような頼りないお兄さん的存在。
極端な心配性でもあり、すぐ傷つき落ち込んでしまう。友紀というガールフレンドがいるが、勉三は常に「他の男性に気が向いてしまわないか」「自分が嫌われてはいないか」と思い気を病んでいる。
特技は笛と編み物。人の食事中に訪問してしまうことがある。依存症になったこともあるほどのパチンコ好きだが、道楽つづらの一件以降は控えている。酒も好きで、酔いすぎて人間とバス停を間違えて家へ運んでしまった失敗談もある。また英太郎曰く、一週間同じ服を着ていても平気とのこと。少年時代にいたずらをしたときは罰として柱に縛り付けられた経験がある。中学時代に村の代表として下野動物園（上野動物園のパロディ）にパンダを見に行ったことがある。
愛車は赤のミニクーパーで、ナンバーは「練馬777 ぬ53-00」。アニメでは頻繁に登場する。この愛車は雨漏りするほどの年代物で、ポンコツである。そのためすぐにオーバーヒートしてしまう代物で、坂道を上ると決まってエンジン故障するという「持病」を持つ。駐車違反でレッカー移動され、慌てたことも。勉三の運転は、運転免許取りたての頃は教習で通らなかった道に入ると体が強張り、歩道橋の上を走行する、ハンドルを握ると性格が変わってスピード狂になりかけるなど危なっかしいものだったが、徐々に安全運転になった。しかし慣れて以降も、いろは坂でエンストするなど、しばしばトラブルを起こす。1度トンガリに運転が下手だと言われ暴走したことがある。
生計を立てるためアルバイトに精を出しているが、テレビ局のADや惣菜店店員など職を転々としており、一つの職に定着したことはない。しかもほとんどのアルバイト先で尋常でないほどミスを犯しているらしく、クビになることが多い。
一度コンタクトレンズをつけたことがあるが、つぶらな瞳になったばかりかその顔を見た皆が吹き出してしまい、不評であった。サングラスをかけると悪人面になり、独特なセンスの服装も相まって周囲の人から恐がられてしまう。僧侶のバイトのため、スキンヘッドになったこともある。
第307話にて、苦労を重ねて大学へ入学したにもかかわらずレポート提出の準備ができておらず、3日間も徹夜しキテレツたちの力を借りながらなんとか留年を回避した。
彼もアニメ版で原作以上の扱いを受け、コロ助・ブタゴリラと共に3大トラブルメーカーとして様々な騒動を巻き起こした。

上原君子（うえはら きみこ）
勉三の恋人。最初はラブレターの返事として書いた手紙を採点されたり、プレゼントを放り込まれたりと滅茶苦茶なアプローチを受けて勉三を嫌っていたが、キテレツの道具「ラブミ膏」や「忘れん帽」によって（何より、勉三の優しい人間性に触れて）親しい関係へと発展した。
アニメ版
声 - 吉田奈穂→遠藤みやこ、やなせなつみ（310話のみ）
名前は上原友紀（うえはら ゆき）に変更され、顔も性格も原作とは異なっている。北海道出身で、外見は勉三より背が高い。活動的な性格で、語学勉強のためにイギリスへ留学したこともある。第310話にて空港で飛行機の客室乗務員として登場している。爬虫類が苦手らしく、本物のイグアナを見て悲鳴を上げていた。
料理も非常に得意であり、第312話では家出をしてしまったキテレツの母とブタゴリラの母に代わり両家の食事を多種類にわたって備えた。

苅野ヨネ（かりの ヨネ）
声 - 山本圭子→遠藤晴→柳沢三千代
アニメオリジナルキャラクター。
勉三の母親で、山形県に住んでいる。
勉三と同様に分厚いレンズのメガネをかけている。いつも4時に起床する。古風な気質で、都会っ子たちには厳しい態度で臨む場面も見られる。息子想いであり、六浪した勉三のことを軽い冗談でからかった友人のお杉にさえ包丁をかざして怒るほど。事前に連絡をせず、急に上京して来る。
心臓が悪いが、そうとは思えないほどの元気なおばあちゃん（山形から上京した際、勉三やキテレツなどに内緒でブタゴリラとトンガリに遊園地の宙返りコースターに乗せてくれと頼んだことがある。コースター搭乗直後に心臓発作を起こすが、キテレツらの奔走で救助される）。
花丸菊之丞一座のオーディションを受け、「山形四十三（やまがたよそみ）」の名前で役者デビューし、評判になったがわずか数日で引退。本人は43歳を主張しているが実際の年齢は不詳。
お杉（おすぎ）
声 - 江森浩子
アニメオリジナルキャラクター。
ヨネの友人のおばあさん。
第180話から登場。キテレツたちの田植えツアーの際にトンガリを自宅に泊め、以降は孫のように可愛がっている。トンガリのことを「トンガラシ」 と呼ぶ。目は細目で、猫が好き。一人暮らしをしている。トンガリに息子が学生時代に来ていた制服を貸して着せてあげたことがある。
平吉（へいきち）
声 - あずさ欣平→田中亮一
アニメオリジナルキャラクター。
ヨネの友人のおじいさん。普段は山形で農家を営んでいるが、冬の間は東京に出てきて石焼いも販売をしている。キテレツたちの田植えツアーの際、キテレツとブタゴリラを自宅に泊めた。
ベン
声 - 大竹宏→龍田直樹
最終的に勉三に飼われることになった犬。
一応原作から登場するが、原作では「動物芝居を作るナリ」に単発で出たゲストキャラで勉三との絡みはない。
初登場の第2話Bパートの「動物しばいを作るナリ」では清角悪三（声 - 塩屋浩三）の飼い犬で苛められていた過去がある（ここまでが原作登場分の内容）。後に表野町に住み着く野良犬となり、さらに第170話で起こる事件により勉三の飼い犬となる。注射が苦手で車酔い性。道に迷い、線路に入り込んで新幹線の走行を妨害したこともある。
子犬の頃、人気アイドル白樺エリナに「ドンキー」という名前で数日だけ飼われており恩義があったが、その後感動の再会を果たした。山形の実家から表野町の勉三の元に戻ってきたことがあり、「名犬ベン」としてテレビに出演したこともある。
また、何回か死にかけたこともある。
温厚な性格で、吠える犬が嫌いなコロ助とも仲が良い。知能はとても高く、リモコンを操作してテレビを見るなど、常識的な犬では不可能な動きをすることもある。
荒木田洋平（あらきだ ようへい）
声 - 大倉正章→沼田祐介
アニメオリジナルキャラクター。
勉三と同じ高尾大学に通う学生。
勉三と同じ年に経済学部に入学した同期だが、年齢は20歳と勉三より5歳年下である。しかし、年上の勉三を先輩と呼び慕っている。
応援団に所属しており、威厳ある髭を生やすために勉三の紹介でキテレツに頼ったり、春休み中に勉三と谷神岳へ旅行に行ったりしている。

## キテレツの担任とその家族
キテレツの担任
「チョーチンおばけ捕物帖」に登場。
アニメ版
声 - 佐藤正治（TVSP）→平野正人
姓は佐々木。キテレツたちのクラスの担任教諭。彼もアニメスタッフによって、いくつかの設定を後付された1人。
厳格だが見識豊かな人物であり、キテレツたちからの信望も厚い。中年太りでメガネをかけている。私生活では家族思いのマイホームパパだが、悪戯好きな息子の和馬に振り回されている。そのほか、予備校に通う甥がいる。民俗学に造詣があり、また学生時代にはエジプト文化もかじっており、アラビア文字も少し読める。
父もかつては教師で、定時制高校の教員を務めていた。その時の受け持ちの生徒にはブタゴリラの母・小百合がいた。

佐々木先生の妻
声 - 青葉美代子
アニメオリジナルキャラクター。
若々しい女性。動物園では夫とペアルックのハート柄の服を着ていた。後に次子出産のため入院する。
佐々木和馬（ささき かずま）
アニメオリジナルキャラクター。
佐々木先生の息子。2歳（後に3歳になる）。
入院した母親の世話で父親がかまってくれなくなり、その寂しさから様々な悪戯をキテレツたちに仕掛け、コロ助やみよ子を子分扱いするなどした。ブタゴリラに対してはタバスコとマスタード入りの激辛ホットドッグを食べさせ、激怒させた。
父親に噛み付くほどのやんちゃ。お好み焼きが好物。

## キテレツの級友、その他学校関係者
アニメでは表野小学校の生徒および関係者。
乙梨（おとなし）
キテレツたちのクラスメート。原作でも「うらみキャンデー」で登場。
おとなしい性格で、ブタゴリラに泣き顔が猿に似ていて面白いという理由（アニメ版ではドテカボチャに似ているという理由で）でいじめられていた。自宅の彼の部屋には多数のわら人形がある。野菜が苦手だったが、後に克服。
アニメ版
声 - 佐藤智恵→冬馬由美
いじめの理由がドテカボチャに似ているというものに変更されている。野菜が苦手だったが、後に克服。

瀬川たか子（せがわ たかこ）
声 - 青葉美代子→半谷きみえ
アニメオリジナルキャラクター。
キテレツたちのクラスメート。クラス委員を務める、秀才の女の子。
クラス委員選挙ではキテレツに一票を投じた。
さらに飼育係の仕事で日曜日に登校したキテレツにお弁当を届けるなど、想いをよせている節があった。
教頭先生
声 - 池水通洋
アニメオリジナルキャラクター。
キテレツの小学校の教頭先生。
「勉強しろ」が口癖。物語の後半、京都府の学校へ転任した。

## 桜井家
いずれもアニメオリジナルの登場人物。
桜井妙子（さくらい たえこ）
声 - 瀬戸真由美→小山裕香→久川綾
第135話より登場のキャラクター。
キテレツたちのクラスメイトで、お下げ髪の女の子。ブタゴリラの幼馴染でありガールフレンドでもある（両思いの可能性が高い）。ブタゴリラは「タイコ」と呼ぶ（当初は本当に勘違いして呼んでいたが、祭り太鼓を見る際に自分のことを思い浮かべるため引き続き呼んでほしいとブタゴリラに要望した）。
父親が亡くなり、家業の銭湯「さくら湯」の廃業を期に新潟の小学校へ転校する。表野小の運動会と父親の命日とが重なると、前もって墓前に許可を得つつブタゴリラの応援のため新潟から駆けつけた。アメリカにホームステイした後、第310話より叔父の家があるカリフォルニア州で暮らすようになった。浅草や大宮に親戚がいる。編み物も得意。
転校していった後も度々登場し、セミレギュラーとなっている。
住むところが変わるためか私服のバリエーションは一番多い。
終盤では再起動してキテレツたちに悪戯を繰り返していた豆コロを引き取った。
脚本の雪室俊一によると、妙子がアメリカに留学に行くのは最終回への伏線ではなく、最終的には実現しなかったがアメリカに舞台を広げる構想であった。
桜井芳江（さくらい よしえ）
声 - 川島千代子→島本須美
第135話より登場する妙子の母親。未亡人。銭湯「さくら湯」を経営していたが、来客の減少・従業員の不足などを理由に廃業することとなる。妙子と共に新潟へ引っ越し、さらにアメリカへ移住した。
銭湯内には石ケンは50円、シャンプー300円、リンス300円、タオル100円、大人310円、中人150円、子供70円という描写がある。
廃業後、一週間と経たないうちにさくら湯は取り壊される。

## 花丸家
いずれもアニメオリジナルの登場人物。
花丸五月（はなまる さつき）
声 - 山崎和佳奈
第214話から登場。第6のメインキャラクターおよびゲスト主役である女の子。
第323話『トンガリ失踪!恋に破れてサメのエサ?』の冒頭で誕生日を祝う場面があり、日付は不明（勉三が通う大学の春休みが始まる直前）ながら「早生まれ」と発言している。
「花丸菊之丞一座」の看板役者である。大衆演劇として地方巡業する一座の性格上、再三再四の転校を繰り返している。そのため、一度転校した後もまた表野小学校に転入するなど、散発的にレギュラーメンバーに加わる。
外見はブタゴリラより背が高く、眼つきの鋭いショートヘアー。私服は夏はTシャツでそれ以外は赤い腕章の入ったトレーナーだがボトムスは常に長ズボン。役者としての経験から、国語の教科書を1度見ただけで覚えてしまうほど暗記力も優れている。
男勝りな性格と舞台で鍛えた実力を持ち、超人的な運動能力を誇りバック転・バック宙を軽くこなす。転校早々にブタゴリラをあっさり投げ飛ばし、リベンジに決闘を申し込んできたブタゴリラを再び撃沈している。基本は男子キャラクターを君付けで呼ぶが、ブタゴリラのみ「熊田くん」または、「ブタゴリラ」のどちらかで呼ぶ。
第232話にて初めて「天狗の抜け穴」を体験して運動会に参加し、キテレツが発明家・奇天烈斎の子孫であることを知る。文通を通してトンガリとの仲を急速に深めていることも明らかになった。勉三の車を一人で引っ張るほどの腕力でクラスの優勝(綱引き)に貢献している。
第244話にて、芝居の勉強のためにキテレツたちと共に航時機で平安時代末期にタイムスリップしつつ、ケガをした牛若丸の代役として武蔵坊弁慶に勝利するなど格闘家並の強さを誇る。
みよ子の兄に一目惚れしたこともある。恐竜やイグアナなどの爬虫類が大好き。
花丸菊之丞（はなまる きくのじょう）
声 - 島田敏→岸野幸正
五月の父親。花丸菊之丞一座の座長。
本編の父親たちと違い亭主関白型の性格。
花丸郁江（はなまる いくえ）
声 - 島本須美
五月の母親。
花丸菊之丞一座では、役者への指示・裏方仕事を務めるが、役者として舞台に立つことも。眼鏡をかけている。表野町に居るときは親族(五月の叔父にあたる人物、アニメでは登場しない)の八百屋で従業員をしている、店舗の名称は「八百丸(やおまる)」。

## 猛家
いずれもアニメオリジナルの登場人物。描かれたのは「時を越えたライバル? モーレツ斎登場!」の1エピソードのみで、217話として制作されながらもライバルの準レギュラー化を避けるためにお蔵入りしていたが、放映期間延長の影響で292話と293話の間に放送された。
猛烈一（もう れついち）
声 - 沼田祐介
キテレツ斎のライバルであるモーレツ斎の子孫で、資産家の御曹司。通称としてモーレツと呼ばれており、また爺やを従えている。祖先の因縁を逆恨みし、コロ之進とコロ助をテレビ番組で対決させるが、結局は友人の有無が原因で敗北を喫してしまい、最終的にはキテレツとコロ助に対して「覚えておけ、お前たちに吠え面かかしてやるからな」と言い残してコロ之進と共にその場を去って行った。
登場は292話のみで、再登場は無いまま最終回を迎えたため、その後の動向は不明。
コロ之進（コロのしん）
モーレツに作られたからくり人間。姿形はコロ助と似ているが、気性や話し方は武士そのもので、主人であるモーレツにも忠実に従っている。また、性能はコロ助よりも上回っているが、そのコロ助を叩きのめした上で止めを刺そうとするなどの容赦無い面がある。コロ助を性能で圧倒したが、結局は友人の有無が評価されたことで敗北し、最終的にはモーレツと共にその場を去って行った。
何を考えているかの描写は無く、モーレツ同様に再登場も無かったため、どういう内面の持ち主かは不明。
モーレツ斎（モーレツさい）
声 - 青野武
キテレツ斎の親友で、ライバルである天才発明家。キテレツ斎と名声を二分するが、御前でのからくり人間対決で調整に手間取ったことで遅刻し、不戦勝という形でキテレツ斎が勝利したために面目を潰される。後見人の藩主に手討ちにされるところを自分のからくり人間のコロ之進に守られるが、直後にキテレツ斎を逆恨みした上で恨み言を言い残し、最後はその場で自害する。
猛烈吉（もう れつきち）
モーレツの父親で、資産家。コロ助が出場した番組を放送しているテレビ局の筆頭株主。
モーレツ斎の息子
モーレツ斎の一人息子。父が自害した上にお家断絶になったのはキテレツ斎のせいだと逆恨みし、その恨みを晴らすために讒言でキテレツ斎を終身収監に追いやった。